# Dicranopteris nervosa
Dicranopteris nervosa är en ormbunkeart som först beskrevs av Georg Friedrich Kaulfuss, och fick sitt nu gällande namn av Ren-Chang Ching. Dicranopteris nervosa ingår i släktet Dicranopteris och familjen Gleicheniaceae. Inga underarter finns listade.